# 伊原克彦
伊原 克彦（いはら かつひこ、1982年2月5日 - ）は、日本競輪選手会福井支部に所属する競輪選手。日本競輪学校（以下、競輪学校）第91期生。実弟に、競輪学校第90期生の伊原弘幸がいる。

## 来歴
福井県立福井商業高等学校時代、1年後輩で元東京ヤクルトスワローズの山岸穣とともに1999年に開催された第71回選抜高等学校野球大会に出場。3年夏の福井県大会は決勝で敗退。
その後、佛教大学に進んで野球を続けたが、大学1年のときに怪我をして野球選手を断念。大学3年のとき、競輪学校受験のため同大学を中退。その後師匠である松山勝久（競輪学校第73期生）に師事し、2005年に同校91期生試験に合格。
2006年7月6日、ホームバンクの福井競輪場でデビューし、初勝利も同日。
2009年12月28日、GII第9回ヤンググランプリ（京王閣競輪場）に出場し、優勝した神山拓弥についで2位に入った。